# 均禾街道
均禾街道（きんかがいどう）は、広州市白雲区の街道。現行行政地名は均禾街道清湖南社区、均禾街道均禾社区などの社区11個がある。

## 地理
広州市白雲区の中北部に位置している。

## 行政区画
11社区を管轄する。

## 施設

### 交通
・地下鉄の駅：